# Darney-aux-Chênes
Darney-aux-Chênes är en kommun i departementet Vosges i regionen Grand Est (tidigare regionen Lorraine) i nordöstra Frankrike. Kommunen ligger i kantonen Châtenois som tillhör arrondissementet Neufchâteau. År 2022 hade Darney-aux-Chênes 62 invånare.

## Befolkningsutveckling
Antalet invånare i kommunen Darney-aux-Chênes
| Referens: INSEE |